# ビヨンド・ザ・リミット
『ビヨンド・ザ・リミット』（原題：『Beyond the Limits』）は、オラフ・イッテンバッハが2003年に監督・製作したバイオレンス・ホラー・スプラッター映画。R-18指定。劇場公開ではなく、オリジナルビデオ作品として製作された。
日本でも劇場未公開で、アルバトロス・コア配給でビデオスルーされた。

## ストーリー
新米記者のヴィヴィアンは、墓守のフレデリックにインタビューを行うために彼のもとを訪れる。フレデリックはヴィヴィアンに対し、これから埋葬されようとしている男が持っていた「あるもの」と、それを巡る出来事について語り始める。

## 出演

### 現代編
| 役名                     | 俳優                             | 日本語吹替 | 備考                           |
| ------------------------ | -------------------------------- | ---------- | ------------------------------ |
| フレデリック             | クリストファー・クリーサ         |            | 墓守                           |
| ヴィヴィアン             | キンバリー・リーブ               |            | 新米記者                       |
| ポール・パトゥーチ       | ジョー・クック                   | 川村拓央   | 妻を殺害されたマフィア         |
| ジミー・レヴィンソン     | ジェイムズ・マシューズ＝ピエッカ |            | ポールと敵対するマフィアのボス |
| モーティマー             | サイモン・ニュービィ             |            | 殺し屋                         |
| リック                   | トーマス・ライトマイアー         |            | モーティマーの相棒             |
| ロバート・ダウニング     | ダリル・ジャクソン               |            | 謎の来訪者（埋葬予定者）       |
| クリストファー           | メフメット・ユルマズ             |            | ジミーの部下                   |
| ブラッド                 | マティアス・リンプラー           |            | 〃                             |
| ハワード                 | ジェフ・マザーヘッド             |            | 〃                             |
| クラリス・パトゥーチ     | ゼニア・ズィーベル               |            | ポールの妻                     |
| マリアンヌ・レヴィンソン | ザスキア・ラング                 |            | ジミーの妻                     |
| コートニー               | ツイン                           |            | クリストファーの妻             |
| ローラ                   | メラニー・ズィーグル             |            | ブラッドの妻                   |
| デニース                 | マリカ・エレナ・デイヴィッド     |            | ハワードの妻                   |

### 中世編
| 役名                   | 俳優                       | 日本語吹替 | 備考                     |
| ---------------------- | -------------------------- | ---------- | ------------------------ |
| デニス                 | ダレン・シャラーヴィ       |            | 異端審問を疑問視する兵士 |
| デイヴィッド・デミング | デイヴィッド・クリードン   |            | 異端審問官               |
| トム・ブリュースター   | ラッセル・フリーデンバーグ |            | デミングの部下           |
| アナベル・ブラナー     | ナターシャ・ブーン         |            | デニスの恋人             |
| ジェイムズ・フリン     | ハンク・ストーン           | 千田光男   | 司祭（異端者）           |
| アナベルの父           | エリック・サムナー         |            |                          |
| 兵士                   | ティモ・ローズ             |            |                          |
| 騎士                   | マティアス・ヒューズ       |            | ※クレジットなし          |

## 受賞
2003年、ニュルンベルグにて開催された映画祭にて、イッテンバッハは賞を受賞している。

## 参考
1. ↑  “Grein Film Fest 2003” (ドイツ語). bielesch.com (2003年). 2021年1月26日閲覧。
2. ↑  “BEYOND THE LIMITS,” (ドイツ語). bravenewwork.de (2002年3月). 2011年7月18日時点のオリジナルよりアーカイブ。2021年1月26日閲覧。
3. ↑  “Beyond the Limits (2003)” (ドイツ語). Fantasy FilmFest Archiv (2003年). 2021年1月26日閲覧。
4. ↑  “Beyond the Limits (Olaf Ittenbach - 2003)” (フランス語). horreur.net. 2021年1月26日閲覧。